# 柳亭燕三
柳亭 燕三（りゅうてい えんざ）は、落語家の名跡。
- 先代柳亭燕三 - 明治期に存在している。

柳亭 燕三（りゅうてい えんざ、1982年11月19日 - ）は、落語家。落語協会所属、四代目柳亭市馬一門。

## 経歴
1982年、東京都大田区生まれ。世田谷区育ち。
2005年3月に二松学舎大学文学部中国文学科卒業後、9月に四代目柳亭市馬に入門。翌年4月11日に前座となる。前座名は「市丸」。
2009年6月21日に三遊亭歌扇、三遊亭粋歌、柳家小太郎と共に二ツ目昇進、「市江」と改名。
2021年3月下席より弁財亭和泉、柳家㐂三郎、九代目春風亭柳枝、三遊亭れん生と共に真打昇進し、「燕三」に改名。

## 芸歴
- 2005年9月∶四代目柳亭市馬に入門。
- 2006年4月∶前座となる、前座名「市丸」。
- 2009年6月∶二ツ目昇進、「市江」と改名。
- 2021年3月∶真打昇進、「燕三」を襲名。